# Левченко Яків Прокопович
Я́ків Проко́пович Ле́вченко (1883, Саварка, Богуславський район, Київська губернія — 11 січня 1938, Ленінград (місце поховання), СРСР) — секретар Української Центральної Ради від 27 червня 1917 р., член Малої Ради від 27 червня 1917 р., член Всеукраїнської ради військових депутатів від 23 червня, член Української Центральної Ради.

## Життєпис
Під час Першої світової війни служив єфрейтором 86-го піхотного запасного полку 8-ї армії (Південно-Західний фронт). Член УСДРП. 1917 р. на Другому всеукраїнському військовому з'їзді обраний членом Всеукраїнської ради військових депутатів, а відтак — членом Української Центральної Ради.
Згодом проживав у станиці Сторожева (Зеленчуцький район, Карачаєво-Черкеська республіка, РФ). працював бухгалтером колгоспу «Комінтерн».
Був засуджений, покарання відбував у Лодейнопольському лагвідділенні (СвирьЛаг). Особливою трійкою Управління НКВС Лодейнопольського округу (?) Ленінградської області 31 грудня 1937 р. звинувачений по статті 58-10 Кримінального кодексу РРФСР та засуджений до вищої міри покарання. Розстріляний 11 січня 1938 р.
Реабілітований 1989 р.